# Pescolanciano
Pescolanciano (Pesculangiànë in molisano) è un comune italiano di 789 abitanti della provincia di Isernia in Molise.
Per la sua posizione geografica è considerato la "porta dell'Alto Molise".

## Geografia fisica

### Territorio

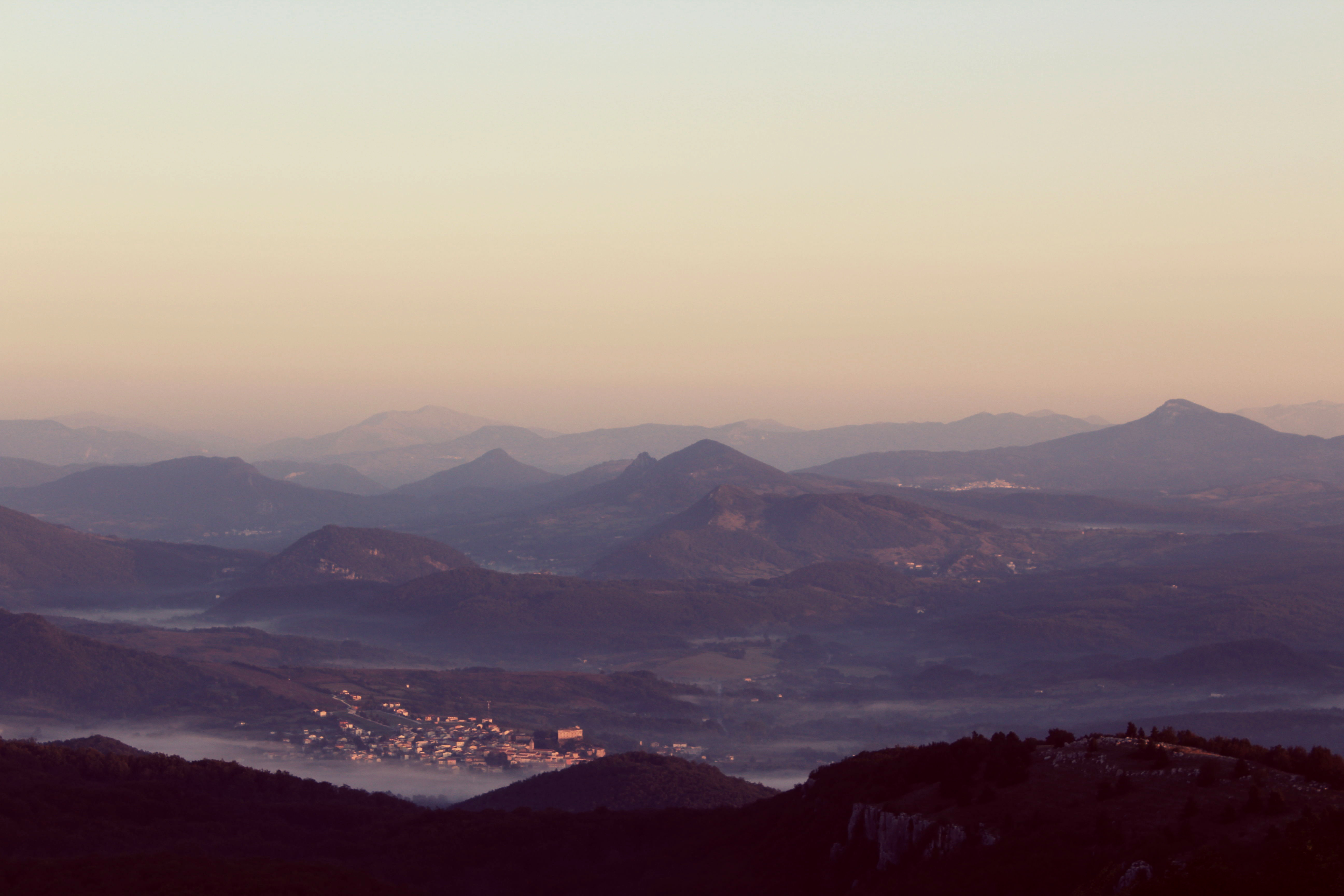
Pescolanciano con alle spalle i monti dell'Alto Molise

Gran parte del territorio di Pescolanciano e buona parte dell'abitato si estendono lungo il tratturo Castel di Sangro-Lucera che, fatta eccezione per il tratto che attraversa il paese, ha conservato intatte le sue caratteristiche di vasto sentiero erboso. L'ambiente montano è costituito da terrazzamenti a lievi pendenze che vanno a formare morbide colline, conche pianeggianti e lunghe vallate, creando un paesaggio vario ed articolato ma morbido e ondulato. I campi aperti, a saltus, costituiscono la dominante paesistica di un territorio che è come un immenso pascolo, interrotto, soprattutto ai confini, da vaste aree boschive e chiuso da dolci profili montuosi: siamo nel tipico ambiente appenninico dove la natura si conserva quasi inviolata. L'abitato sorge nel mezzo di due vallate solcate dal fiume Trigno ad est e dal torrente Savone ad ovest. Nella zona meridionale prevale il sistema collinare con la grande fustaia di faggio pura che si estende a ovest fino al maestoso massiccio di Monte Totila (1395 m s.l.m.), mentre a settentrione domina l’altopiano, chiuso a nord-est dalla Riserva di Collemeluccio.

### Clima
Il clima di Pescolanciano è caratterizzato da inverni rigidi, con molte piogge e nevicate, ed estati miti con sporadici temporali pomeridiani. Molto frequente con cielo terso e calma di vento è l'inversione termica che durante tutto l'anno determina temperature minime particolarmente basse considerando la quota. Sovente nelle notti d'estate la temperatura può scendere sotto i +12 °C mentre in inverno non sono rare minime intorno ai -10 °C, con punte di -15 °C. Il 15 febbraio 2012 alla periferia del paese vennero misurati -25.3 °C.

## Origini del nome
Il nome di Pescolanciano deriva da '"Pesclum Lanzanum che indicava la roccia (Pesclum'") ed il suo feudatario normanno (Lanz).

## Storia

### Il castello
Sembra che il castello sia sorto su un originario sito fortificato sannitico, seppur documenti certi d'archivio evidenziano una presenza fortilizia solo dall'epoca di Alboino, intorno al 573 d.C. Alcuni storici ritengono la sua costruzione essere posteriore e risalente all'epoca di Carlo Magno, circa l'810, o di Corrado il Salico, il 1024. Alcune testimonianze riferiscono che con la discesa di Federico II, il territorio di Pescolanciano era governato da un feudatario, Ruggero di Peschio-Langiano, che ricevette ordine dal re di rimuovere i Caldora di Carpinone, smantellando il loro castello, di assediare Isernia e quei feudi ostili a re Federico. Tale spedizione fu organizzata nel fortilizio allora esistente e da esso prese le mosse nel 1224.

### Il feudo
Il feudo, confinante col vicino borgo di Santa Maria dei Vignali, abbandonato dopo il terremoto del 1456, era attraversato da un'importante via di comunicazione, che collegava le alte località dell'Appennino centrale abruzzese con quelle costiere del “Tavoliere di Puglia”. Detto percorso “tratturale” (Lucera-Castel di Sangro, Pescolanciano-Sprondasino, Sprondasino-Castel del Giudice), era utilizzato non solo dai numerosi pastori e dai loro animali, transumanti in direzione del mare o montagna a seconda delle stagioni climatiche, ma anche da comuni viandanti e da pellegrini diretti in Terra santa. Questi tratturi divennero, pertanto, nel corso dei secoli (XIV-XVIII) itinerari strategici sia sotto l'aspetto economico, per le entrate fiscali (fida) garantite dall'attività di transito della pastorizia, sia perché costituirono il diretto collegamento da Roma ai porti pugliesi, all'epoca dei pellegrinaggi e delle crociate.
Ciò spiega la presenza lungo tali percorsi di torrioni, castelli, monasteri e chiese ove si celebravano svariati culti e veneravano Santi protettori; strutture queste che risultano essere state difese da raggruppamenti di cavalieri Templari, Teutonici e Gerosolimitani.

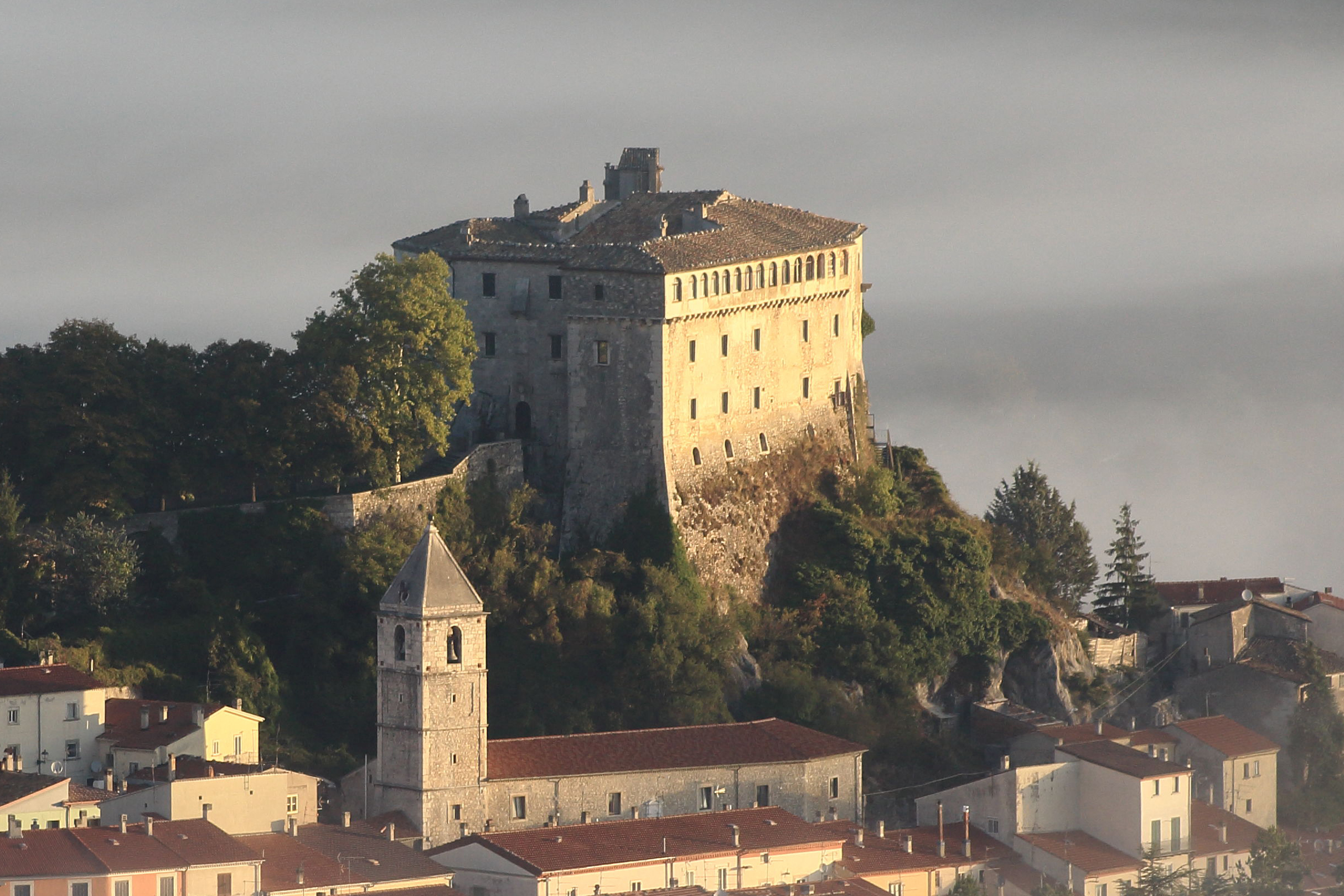
Vista aerea del Castello D'Alessandro

Il castello di Pescolanciano è arroccato su uno sperone di roccia ai piedi del monte Totila e sotto di esso si sviluppò il borgo medioevale con le sue mura perimetrali con accessi all'abitato tuttora visibili. Il forte assolse a compiti di difesa e ospitalità sia sotto i feudatari Carafa che sotto gli Eboli, sin dal XIII secolo. Queste secolari funzioni del borgo e del suo maniero ricevettero “nuovo impulso” con l'avvento di nuovi feudatari. Il feudo di Vignali e Pescolanciano fu, tra il 1576-1579, alienato da Andrea d'Eboli o sua nipote Aurelia a Rita Baldassarre, moglie di Giovanni Francesco d'Alessandro, dell'illustre Casato napoletano del Sedil di Porto che conta tra i suoi ascendenti un templare Guidone, crociato in Palestina nel 1187, valenti ambasciatori del Regno Angioino e Aragonese, nonché l'illustre giurisperito-umanista del XV secolo, Alessandro d'Alessandro, discepolo del Fidelfo ed autore dei Dies Geniales.
La baronia di “Pescolangiano” con i suoi feudi rustici limitrofi divenne ducato nel 1654 sotto il sesto barone Fabio Jr. (1628-1676) di Agapito (1595-1655). A questo personaggio si fanno risalire i primi lavori di abbellimento, ampliamento e di consolidamento della struttura fortilizia che fino ad allora doveva essere stata composta da una torre maschio ed una cilindrica, nonché da un corpo a “bastione” merlato a “scarpa”. Al citato personaggio e suo padre si attribuiscono una serie di interventi di modifica dell'originaria configurazione del castello. L'ingresso, in principio presso la torre maschio lato nord-est, dal quale le persone avevano accesso probabilmente utilizzando scala retrattile, venne chiuso e riaperto con ponte levatoio, finito nel 1691. Il cortile esterno, precedentemente a gradoni rocciosi, fu fatto spianare in questo periodo e vi furono edificate delle costruzioni dette “pertinenze”, tra cui la “guardiola” con il suo balcone seicentesco arabescato. Mentre fu costruita una chiesetta gentilizia al centro del fortilizio, i cui lavori di arricchimento con marmi intarsiati, decorazioni a stucco e dipinti vennero ultimati nel 1628.
Il luogo sacro, per volere del duca Fabio Jr., ospita dal 1673 il "corpo santo" del martire Alessandro, pervenuto da Roma con l'autentica dell'autorità religiosa competente.
Il feudo di Pescolanciano acquisì sotto i d'Alessandro un'importanza maggiore per l'accresciuta economia agricolo-pastorale e soprattutto per il suo ruolo di sede centrale delle varie circostanti terre acquisite ed amministrate dal Casato, quali Castiglione, Carovilli, Civitanova del Sannio, Sprondasino, Civitavetere.

### I cavalli saltatori
Intorno al 1645 fu avviata, ad opera del barone Giovanni (1574-1654), zio di Fabio, un'attività di allevamento di cavalli “saltatori”, razza selezionata per soddisfare particolari richieste di illustri cavalieri del Regno di Napoli, segnando l'inizio di una tradizione ippica-cavalleresca proseguita fino al XIX secolo.
Questa attività gestita dalla famiglia divenne poi anche materia di trattati poetici-letterari sotto il terzo duca Gio. Giuseppe d'Alessandro (1656-1715). Ad inizio del XVIII secolo detto personaggio abbandonò la vita sociale e politica della città di Napoli, ove risiedeva, per dedicarsi alla nutrita passione letterale e a quella equestre. Dall'unione di tecnica ed arte poetica, colorata di assiomi esoterici, scaturì l'insigne trattato Pietra di Paragone dei Cavalieri, edita in prima edizione nel 1711 da Don Parrino.
Quest'opera, divisa in cinque libri, sulle regole di cavalcare, curare le infermità dei cavalli, espletare la professione di spada ed armi fu a detta del D'Afflitto nelle Memorie degli Scrittori del Regno di Napoli (1782), un trattato militare tanto «(…) che nelle contese di spada, e del merito di un cavallo, a Lui come ad oracolo si ricorrea». A questo personaggio accademico, legato alla corrente poetica del Marini, si attribuiscono i componimenti poetici successivi, quali Selva poetica del 1713 ed Arpa morale del 1714.
L'indole artistico-poetica del duca lo spinse a collezionare negli appartamenti di questa dimora molisana una ricca ed interessante pinacoteca di opere pittoriche (209 quadri risultano elencati nell'inventario del 1715, a soggetto religioso, nature morte, battaglie etc.) di famosi autori, quali il Caravaggio, il Brughel, Fracanzano, Pesce.
Il castello divenne, quindi, riferimento culturale di vari personaggi accademici amici del d'Alessandro e continuò ad esserlo con il figlio Ettore (1694-1741), che fece ristampare nel 1723 l'opera del padre Pietra di Paragone, ampliata con ulteriori scritti e tavole illustrative tra le quali varie figure di fisionomie tratte dal libro di Giambattista della Porta. Il duca Ettore ospitò, durante l'esilio forzato in Pescolanciano per sfuggire all'ostile occupazione asburgica (1707-1734), diversi intellettuali contrari ai nuovi governanti. Tra questi, il gentiluomo cosentino Pirro Schettini ed il poeta Galeazzo di Tarsia, le cui rime vennero recepite dal cavalier Basile dell'Accademia degli Oziosi.

### La produzione di ceramiche
La dimora fortilizia dei d'Alessandro riscosse ulteriore fama e riconoscimenti all'epoca dell'intraprendente iniziativa di produzione di raffinati manufatti in ceramica ad opera del sesto duca Pasquale Maria d'Alessandro(1756-1816).
Tra il 1780 ed il 1795 la piccola fabbrica di ceramiche, collocata nelle pertinenze del castello, sfornò prodotti di varie tipologie e materiali (piatti, vasellame, teiere, zuppiere, nonché busti e soggetti neoclassici in biscuit), tanto da divenire concorrenziale alla regia fabbrica di Capodimonte in Napoli.
Maestranze napoletane e venete vi prestarono servizio con proprie rispettive esperienze e professionalità. Una tale audace attività imprenditoriale, rivoluzionaria per la provincia molisana e per la secolare economia feudale del Casato, necessitò di sostegni governativi che, però venendo a mancare, ne segnarono la fine.

### Storia recente

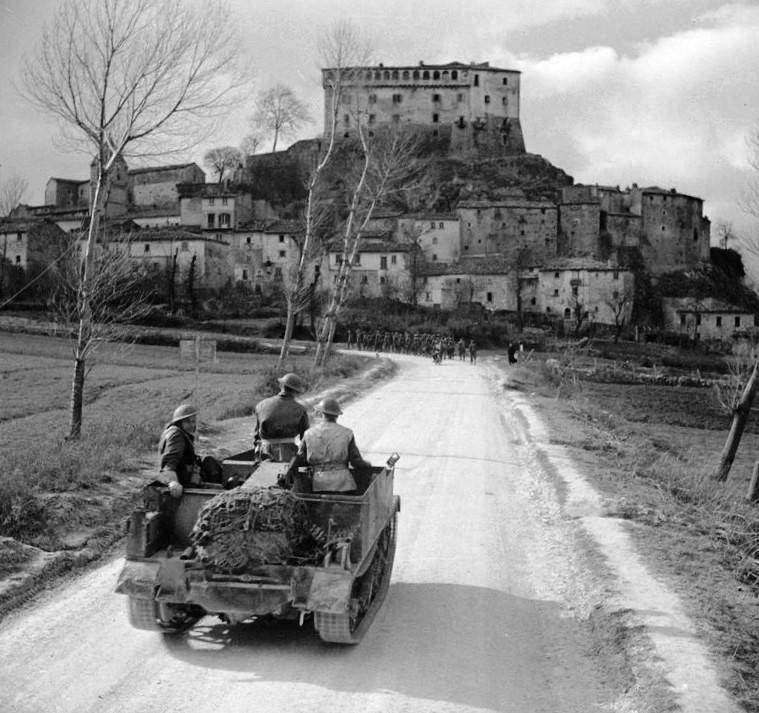
Truppe inglesi entrano a Pescolanciano alla fine della Seconda guerra mondiale - 1945

Dopo un periodo di crisi economica e di impegni finanziari assolti dalla famiglia per restaurare il palazzo gentilizio incendiatosi in via Nardones in Napoli (1798) e il diroccato castello, sconquassato dal terremoto del 1805 con gravi danni e perdite di documenti ed oggetti dell'epoca, il sito culturale di Pescolanciano tornò a "nuova luce" sotto la guida dell'ottavo duca Giovanni Maria d'Alessandro (1824-1910). Gentiluomo di camera di Sua Maestà Ferdinando II, per la sua sentita passione archeologica fu scelto dalla Corte napoletana per dare ospitalità, tra il 1846-1847, allo storico tedesco ed archeologo (poi premio Nobel nel 1902) Teodoro Mommsen, durante la visita agli scavi di Pietrabbondante.
Il duca seguì con grande impegno ed interesse questi lavori di recupero di resti monumentali sannitici, tanto da esserne nominato Sovrintendente Regio. Questa passione per le “cose antiche” incoraggiò Giovanni Maria nell'opera di completamento dei lavori di restauro del castello in Pescolanciano. Tali interventi si conclusero nel 1849 con sostanziali modifiche di alcune facciate ed ambienti interni tanto da trasformare l'antica struttura fortificata nell'attuale residenza palazziata.
La ben nota fedeltà del duca Giovanni alla dinastia borbonica, portò il Casato ad estraniarsi dalla vita politica-sociale del nascente Regno d'Italia, a tal punto da far passare inosservata alla nuova compagine accademica l'attività poetica svolta dal di lui figlio Alessandro d'Alessandro(1862-1943).
Numerosi furono, tra fine XIX e inizi del XX secolo, i compendi poetici dati alle stampe dal giovane d'Alessandro:
- Modi Flebiles (1894)
- Epigrammi
- Bellezza fatale
- Dall'ultima esperie (1898)
- Il libero pensiero allo specchio'"
- I 33 anni di Gesù (1904)
- La macchina vivente (1908)

Il nipote Mario (1883-1963), figlio di Nicola M.III, fu fin dall'infanzia provetto ed appassionato cavallerizzo e intraprese sin dalla giovane età una esclusiva collezione di carrozze e finimenti, che donò nel 1962 al museo civico di Villa Pignatelli in Napoli in pieno accordo con il mecenatismo dei suoi antenati.
Nel rispetto di questa tradizione culturale e sociale è stato fondato nel 1996 il Centro Studi d'Alessandro, con il fine di valorizzare il maniero di Pescolanciano nonché le aree monumentali regionali, così come la storia locale e quelle tradizioni socio-religiose molisane ormai in via di estinzione.

### Simboli
Nello stemma utilizzato dal Comune anche se privo di formale decreto di concessione, sono raffigurate una roccia, a illustrare l'origine di Pesco da Pesclum che significa "luogo alto e ripido", e una lancia, in assonanza con la seconda parte del toponimo. Il gonfalone è un drappo di azzurro.

## Monumenti e luoghi d'interesse

### Architetture civili
- Castello D'Alessandro. La struttura del castello, a pianta esagonale, ha tutte le caratteristiche di un presidio di difesa perché in posizione elevata e con un ampio raggio di visuale sulla valle sottostante, quella del Trigno, e sul tratturo Castel di Sangro-Lucera, nonché circondato da rocce a strapiombo che lo rendono inaccessibile dai diversi lati.

### Architetture religiose
- Chiesa parrocchiale del Santissimo Salvatore
- Chiesa valdese
- Cappella gentilizia di Sant'Alessandro, all'interno del castello D'Alessandro
- Chiesa di Sant'Antonio (ruderi)
- Chiesa di San Basilio (ruderi)

#### Chiesa parrocchiale del Santissimo Salvatore
Il fronte principale è preceduto da un ristretto sagrato che conserva, incassato nel muretto, il bassorilievo di un leone rampante di fattura proto rinascimentale. Su di esso si apre il portale quattrocentesco trabeato, finemente lavorato. Un altro portale di fattura tardo-barocca si apre nel fianco destro della chiesa parrocchiale, che sale fino a sopra, ricco di elementi decorativi: esso è incorniciato da due colonne delle alte basi che sorreggono una trabeazione dall'ampio frontone e un'edicola di coronamento. La chiesa parrocchiale possiede verso ovest un campanile a quattro ordini, sormontato da cuspide piramidale. Si conservano varie opere d'arte e la statua lignea di Sant'Anna patrona del paese.

### Siti archeologici
- Cinta muraria e torre di S.Maria dei Vignali

### Aree naturali
- Riserva naturale di Collemeluccio. Già proprietà feudale d'Alessandro dal XVII sec. passò a vari proprietari sul finire dell'800. È entrata a far parte del demanio pubblico e si è istituita la riserva solo nel 1971, allorquando è stata riconosciuta Riserva della biosfera MAB dell'UNESCO. La ricca flora comprende l'abete bianco, il cerro e il faggio. Numerose sono le specie animali presenti: caprioli, lepri, tassi, martore, donnole, faine, volpi, scoiattoli, gatti selvatici e cinghiali. Inoltre, lo stato di conservazione dell'ecosistema ha consentito che specie come il lupo frequentassero la riserva. L'avifauna comprende il falco pellegrino, il falco pecchiaiolo, il nibbio reale, la balia dal collare, il biancone, la tottavilla, l'averla piccola e la poiana. La presenza di sentieri segnalati, percorribili a piedi e anche in bicicletta, rendono il bosco di Collemeluccio un'area facilmente accessibile e la morfologia morbida e ondulata consente al visitatore di muoversi agevolmente. Tra le mete da segnalare è il punto di belvedere "Colle Gendarme", da cui si può godere di un paesaggio di particolare fascino, i ruderi dell'antico mulino ad acqua sul fiume Trigno e la Fonte Cupa. Completano l'offerta il museo, che ospita i legni e gli animali più rappresentativi della foresta, e l'area attrezzata per la sosta.
- Tratturo Castel di Sangro-Lucera. Attraversa il centro abitato di Pescolanciano da nord-ovest a sud-est.
- Tratturo Celano-Foggia. Attraversa a nord il territorio di Pescolanciano, al confine con la Riserva naturale di Collemeluccio.

## Società

### Evoluzione demografica
Abitanti censiti

### Religione

#### Chiesa valdese
La storia della Chiesa valdese a Pescolanciano è certamente legata alla storia della presenza valdese in Molise e all'opera in particolare di emigranti di ritorno dagli Stati Uniti d'America e di “evangelisti” attraverso i quali è stato possibile rendere stabile la testimonianza evangelica a Pescolanciano. In particolare è da ricordare l'azione di Pasquale Caldararo. Emigrato in Brasile e poi negli Stati Uniti, all'inizio del Novecento conosce l'evangelo da suoi compagni di lavoro e, ritornato in Italia, diffonde in Pescolanciano la conoscenza della Bibbia.
Il 21 maggio 1916 si costruisce un “tempio”, con annessa casa pastorale, e nell'ampio giardino sarà possibile ospitare, durante l'estate, gruppi di bambini per un'attività ricreativa ed educativa. L'anziano di Chiesa, Alfredo Pallotta riuscirà a consolidare un primo gruppo di evangelici composto da diverse famiglie profondamente impegnate nella diffusione della Bibbia e nell'annuncio della Parola di Dio.
Nonostante le perdite subite nel tempo a causa dell'emigrazione verso il nord Italia, la comunità rimane fedele al proprio mandato di essere “sale e luce della terra” affinché il mondo possa glorificare il Signore Gesù Cristo.

## Cultura

### Musei
Nel 2014, sono stati inaugurati a Pescolanciano tre musei:
- Museo della ceramica di Pescolanciano
- Museo della civiltà contadina
- Museo dei castelli d'Italia

Questo nell'ottica di un progetto di creazione di un paese-museo, che inviti i turisti a seguire un percorso guidato di visita del paese con le sue aree storiche, le chiese, i musei ed il castello.

### Tradizioni e folclore

#### Festa di S. Anna e "sfilata dei covoni", 25 e 26 luglio
Il rito della "sfilata dei covoni" si inserisce nella Festa di Sant’Anna e nasce come ringraziamento verso la Santa da parte dei sopravvissuti al grande terremoto del 26 luglio 1805. In tale occasione, come in tanti altri riti tradizionali del Molise, si fondono elementi di devozione religiosa con elementi più antichi, appartenenti alla cultura contadina. I covoni costituiscono anche la rappresentazione della gratitudine alla madre Terra, motivo quindi di gioia collettiva per la mietitura del grano appena conclusa. Il 25 luglio di ogni anno, al tramonto, i pescolancianesi portano in sfilata "r' manuocchiæ", covoni di grano donati simbolicamente alla santa, con un coinvolgimento popolare di particolare bellezza e suggestione.

#### Festa di S. Alessandro Martire, 26 agosto
Da metà Seicento, allorquando il I Duca Fabio Jr. d'Alessandro fece arrivare da Roma le reliquie del Santo Martire romano con il vaso di sangue per poi farle custodire, dentro un simulacro di ceroplastica, presso la cappella ducale del castello in Pescolanciano, si venerava il 9 febbraio, oggi il 26 agosto. Una suggestiva funzione liturgica presso detto maniero, a suo tempo coronata da una solenne processione (ripresa nel 2016) nel paese, dà la possibilità al visitatore di poter ammirare il borgo con gli ambienti del castello, gustando i sapori delle antiche costumanze templari, legate al luogo.

## Amministrazione
| Periodo          | Periodo         | Primo cittadino   | Partito             | Carica      | Note |
| ---------------- | --------------- | ----------------- | ------------------- | ----------- | ---- |
| 23 aprile 1995   | 13 giugno 2004  | Domenico Martella | lista civica        | sindaco     |      |
| 13 giugno 2004   | 7 giugno 2009   | Domenico Padula   | lista civica        | sindaco     |      |
| 7 giugno 2009    | 25 maggio 2014  | Alfredo Marrone   | lista civica        | sindaco     |      |
| 25 maggio 2014   | 26 ottobre 2015 | Domenico Padula   | Polo civico Il Lago | sindaco     |      |
| 18 novembre 2015 | 5 giugno 2016   | Giuseppina Ferri  |                     | comm. pref. |      |
| 5 giugno 2016    | in carica       | Manolo Sacco      | Andiamo oltre       | sindaco     |      |